# Kyusnet
Kyusnet är en ort i Azerbajdzjan.   Den ligger i distriktet Quba Rayonu, i den nordöstra delen av landet, 160 km nordväst om huvudstaden Baku. Kyusnet ligger 1 188 meter över havet och antalet invånare är 233.
Terrängen runt Kyusnet är kuperad åt nordost, men åt sydväst är den bergig. Närmaste större samhälle är Quba, 18,8 km nordost om Kyusnet. 
I omgivningarna runt Kyusnet växer i huvudsak lövfällande lövskog. Runt Kyusnet är det ganska glesbefolkat, med 48 invånare per kvadratkilometer.